# Fallas de Vall de Uxó
Las Fallas de Vall de Uxó (en valenciano Falles de la Vall d'Uixó), son las fiestas que en honor a San José se celebran en el municipio castellonense de Vall de Uxó (España), concretamente durante el mes de marzo y culminando el día 19 (festividad del santo). 
Dentro de la comarca de la Plana Baja, le acompañan en esta fiesta los pueblos próximos de Almenara y Burriana. Las Fallas de Vall de Uxó constan de Junta Local Fallera y nueve comisiones, cada una en un barrio de la ciudad. Es una de las cuatro fiestas mayores del municipio junto a Les Penyes en Festes, las Fiestas Patronales en honor a la Sagrada Familia y el Santísimo Cristo y las Fiestas Patronales en honor de san Vicente Ferrer.

## Historia
Para hacer una breve historia de las Fallas en Vall de Uxó hay que retroceder al año 1982, cuando se plantó el primer monumento fallero y se formó la primera falla como una asociación estable de convivencia, de agrupación vecinal y cultural. Fue un grupo de vecinos llamados "Pepes" (La mayoría se llamaba José o Pepe) los que de manera improvisada formaron la primera asociación fallera de Vall de Uxó. Y fue esa expresión tan valenciana, que además caracterizó los preparativos del primer monumento, la que dio nombre a la Falla Pensat i Fet.
En el año 1987 se constituyó la segunda comisión fallera de Vall de Uxó, la Falla L'Ambient, nombre propuesto porque se ubicaba en una zona urbanística de nueva creación, donde estaba todo "el ambiente" de tiendas, bares y zonas de ocio.
En el año 1991 se plantaron por primera vez en Vall de Uxó las ya tradicionales Cruces de mayo referentes al mundo fallero (ya que antes del año 1936 se plantaban cruces en la ciudad, pero no eran las comisiones falleras las encargadas de ello). Fueron las Fallas Pensat i Fet y L'Ambient las que iniciaron esta tradición, recordando de esa manera que el marzo siguiente, en ese mismo lugar donde había una cruz, se volvería a plantar un monumento fallero.
Las dos fallas fueron conviviendo, aunque no fue hasta el año 1994 cuando se formó una nueva comisión de falla, la Falla La Que Faltava, que plantó su primer monumento en el año 1995. La Falla La Que Faltava era la tercera comisión fallera de la ciudad, y como su nombre indica, era "la que faltaba" para que se pudiera constituir una Junta Local Fallera en Vall de Uxó, puesto que desde el año 1995 se venían manteniendo diversas conversaciones y contactos para intentar formar una comisión gestora que diera paso a una futura Junta Local Fallera (ya que esta gestora de fallas coordinaba diversos actos como la Ofrenda de Flores, la Visita Mutua, o los actos deportivos, por citar algunos ejemplos).
También en 1994 se formó la Falla Les Llimeres, el núcleo de la cual se formó en el barrio antiguo de Vall de Uxó que lleva el mismo nombre. Como hicieron los componentes de la Falla La Que Faltava, los vecinos de Les Llimeres también plantaron su primer monumento fallero en el año 1995. También en el año 1995 nació la Falla Sud-oest, ubicada en la avenida del mismo nombre. La Falla Sud-oest plantó monumento fallero en el año 1996.
Es en el año 1996 cuando se formó definitivamente la Junta Local Fallera, teniendo como presidente honorífico al por entonces alcalde Vicente Aparici Moya, y como presidente a José Benet Galindo, ambos pertenecientes a la comisión de la Falla L'Ambient.
Así quedó configurado el mundo fallero de Vall de Uxó durante 8 años, hasta que en 2004 nace la sexta comisión fallera de la ciudad, la Falla Corts Valencianes - Polígon III. Es en el año 2005 cuando plantan su primer monumento en una zona en auge llamada Polígono III, ganando el primer premio de fallas grandes en su primera plantá.
En el año 2011, la coyuntura económica del momento tuvo sus consecuencias en el mundo fallero, y debido a los progresivos recortes presupuestarios por parte del consistorio municipal hacia Junta Local Fallera, no se pudieron afrontar los gastos de representación que suponían las Cortes de Honor de las Falleras Mayores. Ya en el 2012, la situación llevó a no poder contar tampoco con la representación de las Falleras Mayores de la Ciudad, siendo las primeras Fallas sin máximas representantes desde la creación de Junta Local Fallera.
Nuevamente, en 2013 y de cara al año 2014, resurgieron los cargos desocupados los últimos años, y se volvió a contar con la completa máxima representación de la fiesta fallera. Y ya, en los años 2015 y 2018 se vive un resurgir fallero con el nacimiento de las fallas Ja Estem Tots y Guitarrista Tàrrega - El Poblet respectivamente. Por último, en 2020 nace la Falla 9 d'Octubre, que en un inicio se iba a instalar en el barrio de Carbonaire, pero finalmente debutó con el montaje de su monumento al sur del municipio en 2022. La creación de estas tres jóvenes comisiones supone la expansión de la fiesta a nuevas zonas como la Colonia Segarra o Carmaday, y una muestra de que la llama sigue y seguirá viva en la localidad.
En la web Las Fallas de la Vall de Uixò se puede encontrar más información: https://www.falleslavallduixo.es/

## Representantes de la fiesta
| Año       | Presidente/a de Junta Local Fallera | Fallera Mayor de la ciudad   | Fallera Mayor Infantil de la ciudad | Corte de Honor | Corte de Honor Infantil                                                                                   |
| --------- | ----------------------------------- | ---------------------------- | ----------------------------------- | --- | --- |
| 1996      | José Benet Galindo                  |                              |                                     | | |
| 1997      | José Benet Galindo                  | Paqui Das Gozalbo            | Clara Marqués Fas                   | | |
| 1998      | José Benet Galindo                  | Laura Gómez Martínez         | María Pilar Aguilella Rovira        | - | Marta Ruiz Segovia Edurne Moreno Miquel Cristina Segarra Navarro                                          |
| 1999      | José Luis Nebot Bueso               | Begoña Martí Orenga          | Cristina Nebot Segarra              | Aída Albiar García Luisa María Bárbara Patricia Vilalta García                                                         | - |
| 2000      | José Luis Nebot Bueso               | Mª Ángeles Esbrí Almela      | Cristina Nebot Segarra              | Marisela Escrich Sales -                                                                                               | Zenaida Fernández Collado Raquel Segarra Rafels Lucía Escrich Sales                                       |
| 2001      | Javier Paulo Tordera                | Marisela Escrich Sales       | Lorena Lillo Aparici                | Ángela Fallado Herrero Lucía Escrich Sales Edurne Moreno Miquel                                                        | Tamar Salafranca Folguerá Balma Segarra Orenga                                                            |
| 2002      | Javier Paulo Tordera                | Sheila Segarra Vilalta       | Rosa María Pi Giménez               | Carmen María Rovira Beltrán Cristina Fallado Herrero María Aciprés Navarro                                             | Rocío Guirado Aranda María Libertad Márquez Honrubia                                                      |
| 2003      | Javier Paulo Tordera                | Patricia Vilalta García      | María Millán Sanz                   | Irene Soria Arnau Cristina Fallado Herrero María Aciprés Navarro Paula Girón Aragonés Ángela Fallado Herrero           | Sara Rodríguez Hernández María Esther Girón Aragonés                                                      |
| 2004      | José Rubio Segarra                  | Contxi Martínez Beltrán      | Irina Rubio Zorrilla                | Begoña Jiménez Iñíguez Belén Rovira Sanz Irene Soria Arnau                                                             | Lara Hernández Fenollosa Minerva García Peñarroja Carla Ortiz Cerezuela                                   |
| 2005      | José Rubio Segarra                  | Mª Ángeles Cerdán Núñez      | Minerva García Peñarroja            | Marta Ruiz Segovia Sandra Martín-Lorente Tabernero                                                                     | Clara Prieto Baidez                                                                                       |
| 2006      | José Rubio Segarra                  | Jéssica Llopis Martí         | Núria Esteve García                 | Andrea Salvador Jarque Irina Rubio Zorrilla                                                                            | Anna Salafranca Folguerá Sheila Córcoles Monreal                                                          |
| 2007      | José Rubio Segarra                  | Rocío Guirado Aranda         | Mar Dupla Peñarroja                 | Lidia Lozano Lapiedra Iris Talamantes Mendieta Lara Hernández Fenollosa Tamar Salafranca Folguerá Irina Rubio Zorrilla | Roser Clavell Peñarroja                                                                                   |
| 2008      | Sara Sorribes Marín                 | Andrea Salvador Jarque       | Candela Saura Mery                  | Rocío Pascual Leiva | Sandra Ortiz Avilés Naira Sánchez Gómez-Chamorro                                                          |
| 2009      | Sara Sorribes Marín                 | Ángela Fallado Herrero       | Irene Gómez-Chamorro García         | Merche González Mendieta Laura Martínez Giménez Alicia Bonifás Sánchez                                                 | Claudia Sánchez Forcada Arabela Cerezuela Royo Lydia Gracia Castilla                                      |
| 2010      | Sara Sorribes Marín                 | María Rosa Monreal de Vega   | Esther María Beltrán Chaqués        | Contxi Martínez Beltrán                                                                                                | Sara García Corma                                                                                         |
| 2011      | Sara Sorribes Marín                 | Arantxa Cervera Díaz         | Sara García Corma                   | No hubo Corte de Honor                                                                                                 | No hubo Corte de Honor                                                                                    |
| 2012 2013 | Elena Vicente-Ruiz Climent          | No hubieron Falleras Mayores | No hubieron Falleras Mayores        | No hubo Corte de Honor                                                                                                 | No hubo Corte de Honor                                                                                    |
| 2014      | Elena Vicente-Ruiz Climent          | Marta Ruiz Segovia           | Zaira Méndez Porcar                 | Soraya Cáceres Ruiz | Alicia Castillejo Naharro                                                                                 |
| 2015      | Elena Vicente-Ruiz Climent          | Clara Prieto Baidez          | Claudia Sánchez Forcada             | Arabela Cerezuela Royo Minerva García Peñarroja Irene Camacho Valls                                                    | Lucía Moreno Gallego Helena Amorós Martínez Carolina Sánchez Forcada Paula Ferreres Navarro               |
| 2016      | José Luis Egea Bailén               | Minerva García Peñarroja     | María Ambou Jiménez                 | Zaira Méndez Porcar Paula Romero Soler Sara García Corma                                                               | Natalia Guzmán Gómez Isabel Sampedro Torres Ainhoa Martínez Moreno                                        |
| 2017      | José Luis Egea Bailén               | Iris Talamantes Mendieta     | Ainhoa Martínez Moreno              | Paula Segarra del Pozo Cinthia Soler Forner Merche González Mendieta Irene Gómez-Chamorro García                       | Natalia Guzmán Gómez Lucía Moreno Gallego Julia Segarra Játiva Lucia Segovia Soler María Navarro Martínez |
| 2018      | José Luis Egea Bailén               | Genoveva Roig García         | Ainhoa Gómez Valls                  | Neus Roig García Laura Moreno San Eusebio                                                                              | Alba Ruiz Peñarroja Paula Castelló Segarra                                                                |
| 2019      | Alexandre Alventosa Navarro         | Laura Rubio López            | Carolina Sánchez Forcada            | Irene García Angosto Natalia Moreno Sotos Sheila Martínez Miravet                                                      | Alejandra Segarra Guivernau Estefanía Almagro Navarro Noa Sánchez Martínez                                |
| 2020 2021 | Iris Talamantes Mendieta            | Sheila Martínez Miravet      | Helena Amorós Martínez              | Isabel Soriano Cubells Anna Zorrilla Corredera                                                                         | Iraide Manzana Ródenas Carla Alfonso Gómez                                                                |
| 2022      | Sheila Segarra Vilalta              | Sheila Martínez Miravet      | Helena Amorós Martínez              | Isabel Soriano Cubells Anna Zorrilla Corredera                                                                         | Iraide Manzana Ródenas Carla Alfonso Gómez                                                                |
| 2023      | Sheila Segarra Vilalta              | Neus Pallardó López          | Èlia Ruiz Arnau                     | Jimena Fenollosa López Alejandra Fenollosa López Aroa Mir González                                                     | Jéssica Pastor Miravet Elena Vicent Mingarro                                                              |
| 2024      | Sheila Segarra Vilalta              | Sara García Corma            | Jéssica Pastor Miravet              | Marina Roldán Sánchez-Alcón Claudia Sánchez Forcada Ainhoa Villar Martínez                                             | Mia Carreguí Martínez Àngela Sánchez Alventosa Carla Adrianzén Puertas                                    |
| 2025      | Sheila Segarra Vilalta              | Naiara Mancebo García        | Vega Guerrero Martínez              | Paula Orenga Vera Claudia Navarro Rodríguez Helena Pérez Benito María José Llopis Florido                              | No hubo Corte de Honor Infantil                                                                           |
| 2026      | Lluís Ambou Bamboi                  | Irene Camacho Valls          | Ariadna Bernal Martínez             | Toni Gallego León Clara Salvador Villanueva Laura Fas Álvarez María Verdú Ramírez                                      | Daniella Salvador Muñoz                                                                                   |

## Fallas ganadoras y premios
| Año  | Falla                           | Falla Infantil                  | Ninot Indultat                  | Ninot Indultat Infantil         | Ingenio y Gracia                | Ingenio y Gracia Infantil       | Mejor Crítica                   |
| ---- | ------------------------------- | ------------------------------- | ------------------------------- | ------------------------------- | ------------------------------- | ------------------------------- | ------------------------------- |
| 1996 | Pensat i Fet                    | Sud-oest                        | La Que Faltava                  |                                 |                                 |                                 |                                 |
| 1997 | Pensat i Fet                    | Pensat i Fet                    | La Que Faltava                  | Pensat i Fet                    |                                 |                                 |                                 |
| 1998 | L'Ambient                       | Pensat i Fet                    | Pensat i Fet                    | Pensat i Fet                    |                                 |                                 |                                 |
| 1999 | La Que Faltava                  | Pensat i Fet                    | La Que Faltava                  | Pensat i Fet                    |                                 |                                 |                                 |
| 2000 | L'Ambient                       | L'Ambient                       | Sud-oest                        | Pensat i Fet                    |                                 |                                 |                                 |
| 2001 | L'Ambient                       | Pensat i Fet                    | Pensat i Fet                    | Pensat i Fet                    |                                 |                                 |                                 |
| 2002 | L'Ambient                       | L'Ambient                       | L'Ambient                       | Pensat i Fet                    |                                 |                                 |                                 |
| 2003 | L'Ambient                       | Pensat i Fet                    | La Que Faltava                  | Pensat i Fet                    |                                 |                                 |                                 |
| 2004 | L'Ambient                       | L'Ambient                       | L'Ambient                       | Pensat i Fet                    | Pensat i Fet                    |                                 |                                 |
| 2005 | Corts Valencianes - Polígon III | Pensat i Fet                    | Pensat i Fet                    | Pensat i Fet                    | L'Ambient                       |                                 |                                 |
| 2006 | Corts Valencianes - Polígon III | Pensat i Fet                    | Pensat i Fet                    | Pensat i Fet                    | Corts Valencianes - Polígon III | Corts Valencianes - Polígon III | Corts Valencianes - Polígon III |
| 2007 | Pensat i Fet                    | La Que Faltava                  | L'Ambient                       | La Que Faltava                  | Corts Valencianes - Polígon III | La Que Faltava                  | Pensat i Fet / L'Ambient        |
| 2008 | L'Ambient                       | L'Ambient                       | L'Ambient                       | L'Ambient                       | Pensat i Fet                    | L'Ambient                       | L'Ambient                       |
| 2009 | La Que Faltava                  | Corts Valencianes - Polígon III | Les Llimeres                    | L'Ambient                       | Corts Valencianes - Polígon III | Sud-oest                        | Pensat i Fet                    |
| 2010 | L'Ambient                       | L'Ambient                       | Les Llimeres                    | L'Ambient                       | L'Ambient                       | L'Ambient                       | Sud-oest                        |
| 2011 | Corts Valencianes - Polígon III | L'Ambient                       | La Que Faltava                  | L'Ambient                       | L'Ambient                       | L'Ambient                       | Corts Valencianes - Polígon III |
| 2012 | L'Ambient                       | L'Ambient                       | L'Ambient                       | L'Ambient                       | L'Ambient                       | L'Ambient                       | Corts Valencianes - Polígon III |
| 2013 | Pensat i Fet                    | L'Ambient                       | Pensat i Fet                    | L'Ambient                       | Les Llimeres                    | L'Ambient                       | L'Ambient                       |
| 2014 | Pensat i Fet                    | La Que Faltava                  | Sud-oest                        | L'Ambient                       | La Que Faltava                  | L'Ambient                       | La Que Faltava                  |
| 2015 | Sud-oest                        | La Que Faltava                  | Pensat i Fet                    | La Que Faltava                  | Les Llimeres                    | L'Ambient                       | Les Llimeres                    |
| 2016 | Pensat i Fet                    | Les Llimeres                    | Sud-oest                        | Sud-oest                        | Pensat i Fet                    | Corts Valencianes - Polígon III | Ja Estem Tots                   |
| 2017 | Sud-oest                        | Corts Valencianes - Polígon III | Sud-oest                        | Sud-oest                        | Corts Valencianes - Polígon III | Corts Valencianes - Polígon III | Sud-oest                        |
| 2018 | Sud-oest                        | Pensat i Fet                    | Sud-oest                        | Pensat i Fet                    | Sud-oest                        | La Que Faltava                  | Ja Estem Tots                   |
| 2019 | Corts Valencianes - Polígon III | Pensat i Fet                    | Sud-oest                        | Pensat i Fet                    | La Que Faltava                  | Pensat i Fet                    | Pensat i Fet                    |
| 2022 | Sud-oest                        | La Que Faltava                  | Ja Estem Tots                   | Corts Valencianes               | Ja Estem Tots                   | Ja Estem Tots                   | Ja Estem Tots                   |
| 2023 | L'Ambient                       | La Que Faltava                  | L'Ambient                       | La Que Faltava                  | L'Ambient                       | Ja Estem Tots                   | Ja Estem Tots                   |
| 2024 | Ja Estem Tots                   | Ja Estem Tots                   | L'Ambient                       | Ja Estem Tots                   | Ja Estem Tots                   | Ja Estem Tots                   | Ja Estem Tots                   |
| 2025 | L'Ambient                       | L'Ambient                       | Guitarrista Tàrrega - El Poblet | Guitarrista Tàrrega - El Poblet | La Que Faltava                  | Ja Estem Tots                   | Ja Estem Tots                   |

## Cruces de mayo ganadoras
| Año  | Cruz de mayo                    | Cruz de mayo infantil           |
| ---- | ------------------------------- | ------------------------------- |
| 2005 | Corts Valencianes - Polígon III | L'Ambient                       |
| 2006 | Corts Valencianes - Polígon III | Corts Valencianes - Polígon III |
| 2007 | L'Ambient                       | L'Ambient                       |
| 2008 | L'Ambient                       | L'Ambient                       |
| 2009 | L'Ambient                       | La Que Faltava                  |
| 2010 | Corts Valencianes - Polígon III | L'Ambient                       |
| 2011 | L'Ambient                       |                                 |
| 2012 | L'Ambient                       |                                 |
| 2013 | Pensat i Fet                    |                                 |
| 2014 | Pensat i Fet                    |                                 |
| 2015 | Pensat i Fet                    |                                 |
| 2016 | Pensat i Fet                    |                                 |
| 2017 | Pensat i Fet                    |                                 |
| 2018 | Ja Estem Tots                   |                                 |
| 2019 | Sud-oest                        |                                 |
| 2021 | Ja Estem Tots                   |                                 |
| 2022 | Ja Estem Tots                   |                                 |
| 2023 | La Que Faltava                  |                                 |
| 2024 | Ja Estem Tots                   |                                 |
| 2025 | Ja Estem Tots                   |                                 |